# Paweł Szpila
Paweł Szpila (ur. 11 maja 1986) – polski kolarz górski, brązowy medalista mistrzostw świata.

## Kariera
Największy sukces w karierze Paweł Szpila osiągnął w 2004 roku, kiedy reprezentacja Polski w składzie: Marcin Karczyński, Kryspin Pyrgies, Paweł Szpila i Maja Włoszczowska zdobyła brązowy medal w sztafecie cross-country podczas mistrzostw świata w Les Gets. Był to jedyny medal wywalczony przez Szpilę na międzynarodowej imprezie tej rangi. Jest ponadto czterokrotnym mistrzem kraju w tej konkurencji, zwyciężał w latach 2001-2002 i 2004-2005. Był także indywidualnym mistrzem Polski juniorów w 2004 roku. Nigdy nie brał udziału w igrzyskach olimpijskich.